# Finjasjön
Le Finjasjön est un lac en Suède dans le comté de Scanie, situé au sud-ouest de la ville de Hässleholm.
Il a une profondeur maximum de 13,2 m et une superficie de 10,5 km2.